# 스타트렉 다크니스
스타트렉 다크니스(Star Trek into Darkness)는 2013년 개봉한 미국의 SF 액션 영화로, 2009년 영화 《스타 트렉: 더 비기닝》의 속편이자 극장판 《스타 트렉》시리즈의 12번째 작품이다.

## 줄거리
2259년 어느 날, U.S.S. 엔터프라이즈 호는 니비루(Nibiru) 행성계에 있는 화산의 대폭발을 막기 위해 임무를 수행한다. 이에 커크와 맥코이는 그 종족들을 대피시키기 위해 니비루 행성에 사는 종족들이 숭배하는 양피지 문서를 훔쳐 달아난다. 그사이 화산은 대폭발 일보 직전까지 다가가고, 스팍은 보호복을 입은 채 화산 중심으로 들어가 초저온 큐브를 가동시킨다. 커크와 맥코이는 긴급히 바다 밑에 있는 엔터프라이즈 호로 들어오지만, 커크는 스팍이 없는 것을 알게 된다. 커크는 스팍을 살리기 위해, 제1지령(프라임 디렉티브; Prime directive)을 위반하면서까지 스팍을 구조한다. 그 사이 초저온 큐브가 폭발하여 화산의 대폭발은 멈추게 되나, 니비루 행성계의 종족이 엔터프라이즈 호를 땅바닥에 그리며 신처럼 숭배하게 된다. 그런데 이 사실을 알게 된 전 함장 크리스토퍼 파이크 제독이 격노하여 커크를 강등시키고 스팍을 좌천시킨다. 스팍은 이후 U.S.S. 브래드버리(U.S.S. Bradbury; 프랭크 애봇 함장) 호에서 근무할 예정일 것이라고 한다.
우주력 2259.42, 한 장교와 그의 아내가 병원에서 그의 죽은 딸을 보며 슬퍼한다. 그런데 그의 뒤에 정체불명의 한 사람(일명 "존 해리슨")이 나타나 그녀를 살릴 수 있다고 한다. 그러나 그는 그의 딸을 살려주는 대신, 런던에 위치한 켈빈 메모리얼 기록 보관소를 폭파시킬 것을 강요한다. 그 장교는 그의 딸을 살리는 것이 중요했기 때문에, 그 조건을 들어준다. 그는 켈빈 메모리얼 기록 보관소로 들어가 지하 10층에 도착한 뒤, 한 컴퓨터에 앉아 메시지를 수신하고는 물컵에 금속을 넣어 자폭한다. 이 사건으로 42명이 사망한다.
이에 데이스톰에서 긴급 회의가 소집된다. 파이크 제독, 마커스 제독, 애봇 함장, 커크, 스팍 등이 참여한 이 회의에 갑자기 테러가 일어난다. 누군가 바깥에서 점프 쉽을 이용하여 그 회의장으로 페이저를 발사한다. 이 사고로 파이크 제독, 프랭크 애봇 함장 및 다수가 사망한다. 커크는 그 점프 쉽을 파괴하기 직전, "존 해리슨"의 모습을 보게 된다. 커크는 파이크 제독의 죽음을 매우 슬퍼한다. 그 이유는 커크가 방랑아 상태였을 때, 그를 스타플릿으로 인도해 주어 인생의 전환점을 마련하게 해 준 "정신적 지주"(anchor)였기 때문이다. 한편, 몽고메리 스캇은 "존 해리슨"이 클링온 제국의 모행성인 크로노스(KronoS)로 이동했음을 알게 되고, 이에 커크는 스팍과 함께 마커스 제독에게 가서 함장 복직과 스팍의 일등항해사 임명을 청한다. 마커스 제독은 이에 72발의 특별 광자 어뢰(발전형 장거리 어뢰; Advanced Long-range Torpedo)를 엔터프라이즈 호에 탑재하고, 커크를 임시로 함장으로 승진시킨다. 그리고 존 해리슨을 사살할 것을 명령한다.(주 : 여기서 함선 모형들이 나열된 모습이 나오는데, 맨 마지막 함선에서 비밀 함선의 존재를 암시한다.)
그러나 커크는 존 해리슨을 생포하여 그를 군사 법정에 세울 계획이었고, 이에 커크는 연방-클링온 중립지대 접경 지역으로 간 뒤 왕복선으로 크로노스에 도착한다. 그런데 그곳에서 D-4급 버드 오브 프레이의 기습공격을 받고, 필사적으로 도망치려고 노력하나 결국 강제 착륙당한다. 클링온 근위대(Klingon Honor Guard; 클링온 아너 가드)는 그 왕복선 밖으로 나온 니요타 우후라(Nyota Uhura)에게 심문한 뒤 살해하려고 하나, 갑자기 존 해리슨이 나타나 강화된 페이저 소총과 자신이 고친 지상전용 페이저 캐논 무기를 쏘기 시작하여 백병전 및 전투가 시작된다. 이에 D-4급 버드 오브 프레이 2척이 파견되어 지원군이 들어오지만 역시나 존 해리슨에 의해 사살되고 버드 오브 프레이 3척이 모두 그의 페이저 캐논에 의해 파괴된다. 존 해리슨은 커크, 스팍, 우후라와 조우한 뒤, 엔터프라이즈 호에 탑재된 어뢰가 72발인 것을 알게 되고, 항복한다.
존 해리슨은 일시적으로 감옥에 구금된다. 의무 장교인 맥코이가 그의 혈액 샘플을 채취한 뒤, 커크는 해리슨에게 몇 가지를 물어본 뒤 스팍의 권고로 돌아가려고 하나, 커크는 뭔가 눈채치고 스팍에게 가라고 한 뒤 다시 해리슨에게 돌아온다. 해리슨은 좌표 23-17-46-11을 알려주며 그 좌표로 가 보라고 한다. 또한 어뢰 한 발을 열어 보라고 한다. 한편, 커크는 다시 돌아와서 맥코이와 캐롤 마커스(Carol Marcus; 마커스 제독의 딸, 무기 전문가)박사에게 소행성으로 가 어뢰 한 발을 열어보라고 명령한다. 그런데 어뢰 열기를 시도하던 도중, 어뢰가 작동하여 맥코이의 팔이 끼이는 사고가 발생하고, 어뢰가 자동으로 30초 카운트다운을 동작시킨다. 이에 옆에 있던 캐롤 마커스 박사가 거기 있던 광섬유 다발을 뜯어낸 끝에 폭발 전 2.57초를 남기고 무장해제에 성공한다. 그리고 그들은 어뢰를 열어보고는 놀랍게도 그 안에 냉동된 인간이 있음을 알게 된다. 이후 해리슨은 자신의 진짜 이름이 "칸 누니언 싱"(Khan Noonien Singh)임을 밝히고, 자신이 유전적으로 강화된 인간임을 밝힌다.(참고로, <스타 트렉>의 시간대에는, 1992년부터 1996년 사이에 우생학 전쟁(Eugenics War)이 있었고, 약 3,000만 명이 그 전쟁에서 희생당했다. 이후 칸 누니언 싱 및 80여 명의 유전적 강화 인간은 전범으로 비난받고, S.S. 보타니 베이 호에 냉동된 채로 추방된다.)
그 시각 엔터프라이즈 호에서 해고된 스카티는 한 클럽에서 술을 마시고 있던 도중, 커크로부터 전문을 받는다. 좌표 23-17-46-11의 위치를 알려달라고 하는 커크의 요청에 스카티는 그 좌표를 알아 본 결과 목성의 위성인 이오(Io)임을 알게 되고, 이오로 향한다. 그곳에서 스카티는 비밀리에 건조되고 있는 거대한 함선을 보게 되고, 그 함선에 탑승한다.
한편, 엔터프라이즈 호의 승무원들이 앞에 어떤 함선이 오고 있음을 감지한다. 3초 뒤, 그들 앞에 거대한 함선이 나타나는데, 그 함선의 이름은 U.S.S. 벤지언스(U.S.S. Vengeance; vengeance의 뜻은 "복수"이다) 호였다. 그 함선은 드레드노트급(Dreadnought class)에, 엔터프라이즈 호의 2배 이상의 크기, 3배 이상의 속도, 향상된 무장, 드론(Drone) 발사 기능, 그 크기에 반비례한 승무원 수의 최소화 등 모든 면에서 엔터프라이즈 호에 비해 우세한 함선으로, 전투 및 31부서(Section 31)의 임무 지원을 위해 특별히 제작되었다. 칸 누니언 싱이 설계한 이 함선의 지휘자는 앞에서 언급한 마커스 제독(Admiral Marcus)이다. 마커스 제독이 위협하자 엔터프라이즈 호는 워프하여 달아나버린다. 그런데 벤지언스 호는 워프 상태에 있는 함선을 추적할 수 있는 능력이 있어서, 엔터프라이즈 호는 잠시 후 벤지언스 호에 추적당하고 벤지언스 호가 발사한 페이저에 맞게 되어 지구로부터 237,000킬로미터 떨어진 지점에서 워프 상태에서 벗어나 버린다. 커크는 마커스 제독으로부터 호출을 받고 협상을 하려 하나 결렬되고 마커스 제독은 자신의 딸을 자신의 함선으로 전송해버리고 엔터프라이즈 호를 파괴하려하지만 스카티의 활약으로 발사가 지연된다. 한편, 커크와 칸은 그 틈을 타서 벤지언스 호로 가려고 하나 전송기가 고장나 버려 수동으로 가야 하는 상황에 놓인다. 우여곡절 끝에 커크와 칸은 벤지언스 호로 가고, 그곳에서 스카티를 만나 함교로 향한다.
함교에 도착한 즉시 그들은 대부분의 장교를 사살하고, 커크는 마커스 제독과 대면한다. 스카티는 칸을 기절시키나, 칸은 기절에서 깨어나 커크와 스카티를 쓰러뜨리고, 캐롤 마커스에게 골절상을 입힌 뒤 마커스 제독을 두개골을 박살내버리는 식으로 죽인다. 결국 칸은 다시 그들을 배신하고 커크와 스카티 및 캐롤 마커스를 포로로 잡고 조건을 제시하며 스팍을 위협한다. 고민 끝에 스팍은 보호막을 내리고 칸이 72발의 어뢰를 가져가게 한다. 그런데 스팍은 그 사이 맥코이에게 그 어뢰에 들어 있는 냉동 인간들을 모두 빼낸 다음 그 어뢰 중 하나를 작동하게 한다. 한편 칸은 어뢰를 가져오자, 그 즉시 드론 및 무기를 발사한다. 엔터프라이즈 호는 심각한 손상을 입고, 실드가 6%밖에 남지 않게 된다. 그런데 칸이 가져온 어뢰 중 CF-6660 번호의 어뢰가 이미 장전되어 있었고, 30초 카운트다운 끝에 폭발하여 연쇄폭발이 일어나 벤지언스 호를 내폭시킨다. 칸은 자신들의 "가족"(어뢰에 들어있던 냉동인간들)을 잃었다는 생각에 절규한다.
한편 엔터프라이즈 호의 중앙 전원 시스템과 보조 전원이 고장나면서 엔터프라이즈 호는 지구의 중력에 이끌려 점점 하강하게 된다. 설상가상으로 워프 코어가 서로 뒤틀려 복구가 불가능하게 되고, 비상동력도 15%밖에 남지 않게 된다. 이에 커크는 보호복 없이, 방사능이 가득한 워프 코어가 있는 곳으로 들어가 뒤틀린 한쪽 부분을 발로 수십 번 차서 위치를 교정시켜 다시 가동시킨다. 워프 코어가 정상적으로 작동하여 전원이 들어오고, 술루는 최대 추력을 발휘하여 궤도를 안정시킨다.
그러나 커크는 그 과정에서 방사선 피폭으로 사망한다. 스팍은 자신의 가장 친한 친구였던 커크의 죽음에 대해 슬픔과 분노 등의 감정을 느끼면서 "카아아아아아아아아안!!!!!!!!!!!"(KHAAAAAAAAAAAN!)을 외치며 절규한다. 이 와중에 벤지언스 호도 심각한 손상을 입어 추락하게 되는데, 칸은 벤지언스 호를 엔터프라이즈 호에 충돌시키려 하나 빗나가자 자신의 "가족"을 잃은 것에 대해 복수하기 위하여, 목적지를 스타플릿 본부로 설정시키라고 컴퓨터에 명령한다. 컴퓨터는 목적지를 미국 캘리포니아주 샌프란시스코 소재 스타플릿 본부로 조정한다. 그러나 엔진 고장으로 벤지언스 호는 앨커트래즈 감옥을 부숨과 동시에 바다에 충돌하여 거대한 파도를 일으키며 샌프란시스코 시가지에 정면으로 충돌하고, 이 사건으로 최소 3백만 명 이상이 사망한다. 스타플릿 본부 파괴 역시 실패하자 칸은 그곳에서 탈출하여 달아난다. 스팍은 거친 추격전 끝에 칸을 만나고 힘겨운 백병전을 한다. 그 시각 엔터프라이즈 호에서 니요타 우후라를 그곳으로 전송시키고, 우후라는 페이저를 7차례 칸에게 쏘아 상황을 바꾼다. 스팍은 칸을 죽이려고 하나, 우후라가 칸이 커크를 살리는 유일한 방법이라고 설득하자 스팍은 그걸 깨닫고 칸에게 어퍼컷을 날려 기절시킨다.
2주 뒤, 커크는 칸의 혈액으로 깨어나고, 칸은 코마 상태로 나머지 72명의 승무원과 함께 냉동 보관된다. 이후 2260년, 커크는 스타플릿의 조의식에서 연설하고, 다시 함장이 되어 5년 임무의 항해를 시작한다.

### 전투 목록
1. 달에서의 전투(Battle of Luna) : U.S.S. 엔터프라이즈 호 vs. U.S.S. 벤지언스 호
  1. 결과 : 엔터프라이즈 호 측의 승리
  2. 엔터프라이즈 호 측 : 심한 손상(디플렉터 손상, 실드 손상, 무기 시스템 손상, 외피에 30% 이상의 손상 등)을 입음, 엔터프라이즈 호 승무원 다수 사상, 샌프란시스코에서 벤지언스 호에 의해 3백만 명 이상 사상
  3. 벤지언스 호 측 : 벤지언스 호 파괴됨, 칸을 제외한 모두(마커스 제독 포함)가 사망, 칸은 냉동 상태에 놓임

## 배역
- 크리스 파인 - 제임스 T. 커크
- 칼 어번 - 레너드 "본즈" 맥코이
- 조이 샐다나 - 니요타 우후라
- 안톤 옐친 - 파벨 체호프
- 재커리 퀸토 - 스팍
- 베네딕트 컴버배치 - 존 해리슨(칸)
- 사이먼 페그 - 몽고메리 "스코티" 스콧
- 존 조 - 히카루 술루
- 브루스 그린우드 - 크리스토퍼 파이크
- 앨리스 이브 - 캐럴 마커스
- 놀런 노스
- 피터 웰러 - 알렉산더 마커스 제독

## 같이 보기
- 화이트워싱